# Henry Billingsley

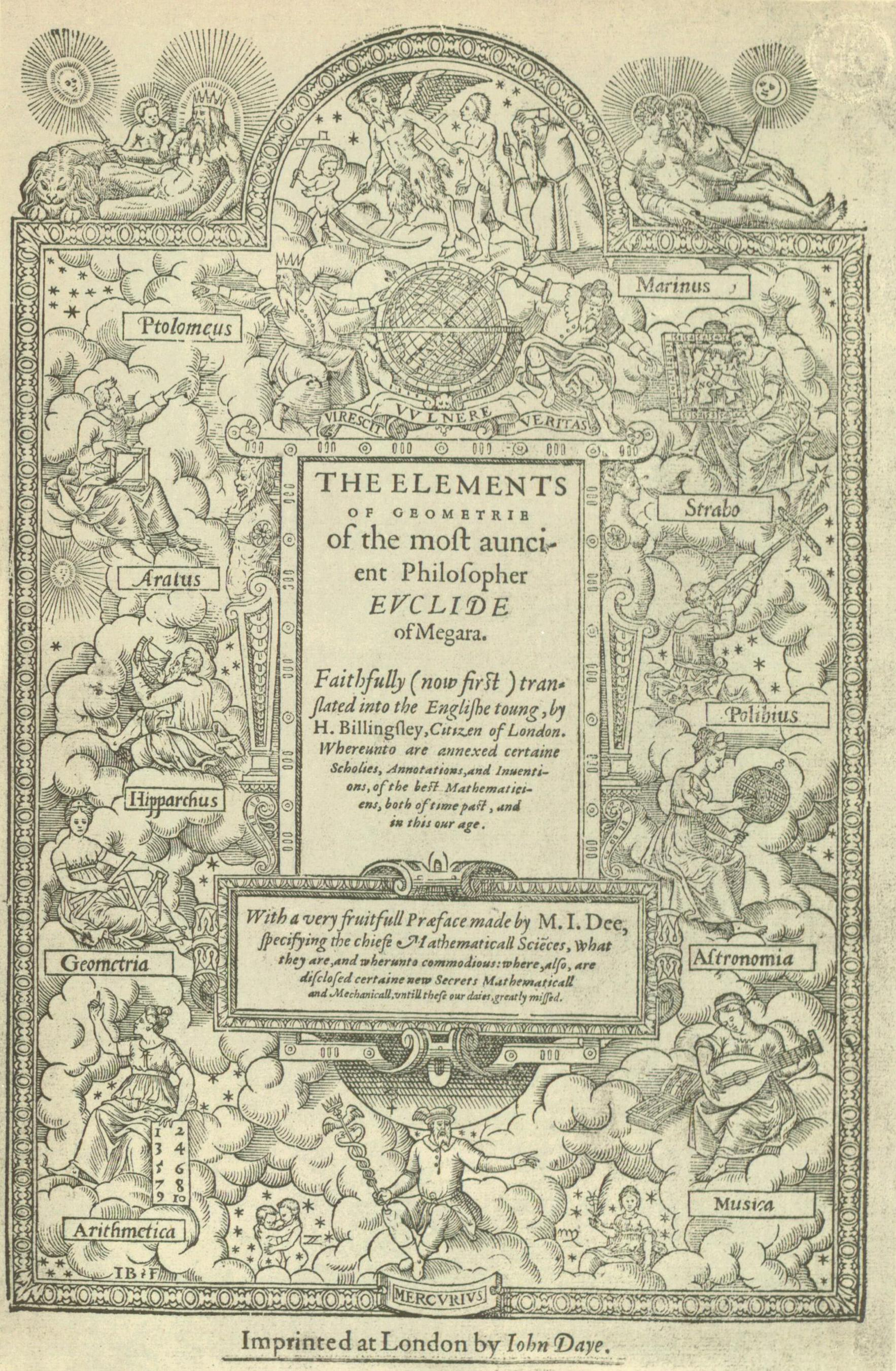
Portada de la traducción al inglés de Elementos de Euclides (1570).

Henry Billingsley (c., 1538-22 de noviembre de 1606) fue un matemático y político inglés.

## Biografía
Billingsley era hijo de un rico comerciante de Londres. Durante los años 1550-1551 estudió en el St. John's College de la Universidad de Cambridge y también estuvo en la Universidad de Oxford bajo la tutela de David Whytehead, aunque no se graduó en ninguna de las dos. En 1560 fue admitido en la Worshipful Company of Haberdashers y se convirtió en un próspero comerciante. En 1572 fue oficial de aduanas y en 1585 fue elegido miembro del parlamento por la ciudad de Londres, de la que sería lord mayor (alcalde) en 1596, donde sucedió a Thomas Skinner.
Billingsley es recordado, sobre todo, por haber sido el primer traductor al inglés de los Elementos de Euclides, bajo el título The elements of geometrie of the most ancient philosopher Euclide of Megara. Su traducción, publicada en 1570, estaba precedida por un prólogo de John Dee y su fuente fue una traducción latina de un original griego.